# Don Thompson
Donald James Thompson (Hillingdon, 20 de enero de 1933 – † 4 de octubre de 2006) fue un atleta británico especializado en la marcha atlética. 
Fue el único atleta británico masculino en ganar la medalla de oro en unos juegos y el segundo en ganar una medalla de oro después de la 2ª guerra mundial.

## Carrera atlética
Thompson nació en Hillingdon, Londres. Era bajito y atléticamente primero se dedicó a correr, pero una lesión en el tendón de Aquiles le hizo probar la marcha atlética. En su primera prueba quedó segundo en las 52½ millas entre Londres y Brighton en 1954 y después ganó esta competición durante 8 años consecutivos. 
Participó en tres Juegos Olímpicos: en los de Melbourne 1956, se retiró deshidratado en el km 45 cuando marchaba en 5º lugar, en los Juegos Olímpicos de Roma 1960 consiguió ser campeón olímpico con un tiempo de 4h:25:30, aventajando a John Ljunggren en 17 segundos, y en los Juegos Olímpicos de Tokio 1964 fue décimo, todo ello en la distancia de 50 km.
Dos años después de la medalla de oro olímpica fue medalla de bronce en los Campeonatos de Europa de 1962 también en los 50 km marcha.
Continuó compitiendo durante 40 años más. En el año 1978 hizo las 100 millas de marcha atlética y durante la década de 1990 acabó más de 150 maratones. Habitualmente se levantaba a las 4 de la mañana y corría ocho millas cada mañana.
Se casó en el año 1967 y sobrevivió a su mujer e hijo.
Sufrió una caída en casa y falleció en el Frimley Park Hospital tras sufrir un aneurisma cerebral. 

## Honores
- Miembro de la Excelentísima Orden del Imperio Británico en 1970
- Elegido deportista del año 1960 por la Asociación de periodistas deportivos.